# Благородный зелёно-красный попугай
Благородный зелёно-красный попугай (лат. Eclectus roratus) — вид птиц из семейства Psittaculidae.

## Внешний вид
Длина тела 35—40 см; вес до 450 г. Окраска самцов и самок сильно различается. У самцов в основе цвета лежит  зелёный с голубым отсветом на верхушках крыльев и под крыльями, края крыльев сине-голубые, кроющие перья хвоста желтовато-зелёные, подкрылья и бока красные. Клюв разноцветный: верхняя челюсть красная и блестящая, кончик жёлтый, нижняя челюсть чёрная. Радужка оранжевая. Ноги серые. В оперении самки преобладает красно-вишнёвый цвет. Край крыла, нижняя часть груди и живот сине-фиолетовые. Хвост красный, оторочен жёлтой полосой. Подхвостье и подкрылья красные. Вокруг глаз синее кольцо. Клюв чёрный. Радужка желтоватая. Ноги синеватые. Долгое время орнитологи даже считали самцов и самок разными видами.

## Образ жизни
Населяют густые тропические леса на высоте 600—1000 м над уровнем моря. Чаще ведут одиночный образ жизни, но встречаются и стаи. Питается фруктами, семенами, сочными почками, цветами и нектаром.

## Размножение
Гнездятся в чаще леса, в дуплах высоких деревьев, расположенных на высоте 20—30 м от земли. Размножающиеся самки никогда не покидают окрестностей своего гнездового дерева. Уже за месяц до начала кладки они забираются в свои дупла и большую часть времени сидят там, высунув наружу ярко-красную голову или всю верхнюю часть туловища. В кладке 2 яйца, насиживает самка, в течение 26 дней. Самцы значительную часть времени проводят, собирая корм для самки, а потом и для птенцов. В дупло самцы не допускаются — забрав у них принесённую пищу, самка сама распределяет её между птенцами.

## Содержание
В Европе появились в середине XIX века. Это довольно спокойные флегматичные попугаи. В домашних условиях довольно быстро приручаются. Некоторые из них даже могут научиться «говорить», но в основном их держат за красоту оперения. Продолжительность жизни 40—50 лет. Размножаются редко.

## Распространение
Обитает на севере Австралии (п-ов Кейп-Йорк), Южных Молуккских, Соломоновых островах и на Новой Гвинее.

## Классификация
Включает в себя 3 вида.
- Eclectus roratus roratus (S. Müller, 1776) — длина тела 35 см. Распространён на островах Буру и Серам (Молуккские острова).
- Eclectus roratus vosmaeri (Rothschild, 1922) — длина тела 38 см. Распространён на северных и центральных Молуккских островах: Хальмахера, Моротай, Batjan, Оби, Дамар, Mare и Kayao.
- Eclectus roratus westermani — длина тела 33 см. Известен только по 11 экземплярам в музее (5 самцов и 6 самок). Некоторые исследователи предполагают, что это гибрид между E. r. voesmaeri и E. r. roratus или E. r. riedeli.

Некоторые ученые выделяют ещё два подвида:
- Eclectus roratus aruensis G. R. Gray, 1858 — длина тела 37 см. Распространён на о-вах Ару.
- Eclectus roratus biaki (Hartert, 1932) — длина тела 35 см. Возможно является разновидностью E. r. polychloros.

Ранее род был монотипичным, но позднее некоторые подвиды были выделены в отдельные виды
- Eclectus cornelia Bonaparte, 1850 — длина тела 37 см. Распространён на о. Сумба.
- Eclectus riedeli Meyer, 1882 — длина тела 33 см. Распространён на островах Танимбар.
- Eclectus polychloros (Scopoli, 1786)
  - Eclectus polychloros polychloros (Scopoli, 1786) — длина тела 37 см. Распространён на Новой Гвинее, островах Салавати, Batanta, Вайгео, Кай, Тробриан, Д’Антркасто и архипелаге Луизиада.
  - Eclectus polychloros macgillivrayi Mathews, 1913 — длина тела 40 см. Распространён на востоке п-ова Кейп-Йорк (северная Австралия).
  - Eclectus polychloros solomensis (solomonensis) Rothschild & Hartert, 1901 — длина тела 37 см. Распространён на Соломоновых островах, архипелаге Бисмарка и о-вах Адмиралтейства.

## Галерея
- Голова самца
- Самец
- Самка
- Яйцо — Тулузский музей